# NGC 623
NGC 623 este o galaxie eliptică situată în constelația Sculptorul. A fost descoperită în 30 noiembrie 1837 de către John Herschel.